# Aeroportul Narimanovo
Aeroportul Narimanovo (IATA: ASF, ICAO: URWA) este un aeroport din Astrahan, Astrakhan Urban Okrug⁠(d), Regiunea Astrahan, Rusia ce deservește zona Astrahan. Aeroportul a fost tranzitat în 2021 de 864.522 de pasageri. A fost deschis în 1945 și numit după Boris Kustodiev⁠(d).
Situat la o altitudine de −20 m, aeroportul dispune de 1 pistă.

## Infrastructură

### Piste
Aeroportul dispune de o singură pistă. Pista are orientarea 09/27.